# ほんものにせもの
『ほんものにせもの』は、1964年4月7日から同年10月6日まで日本テレビ系列局で放送されていた日本テレビ製作のクイズ番組である。津村順天堂（現・ツムラおよびバスクリン）の一社提供。

## 概要
芸能人解答者たちが紅白3人ずつのチームに分かれ、目の前に出される品物が本物か偽物かを見分けるクイズに挑戦。品物は伝統的な物から、著名人が使ったいわゆる「お宝グッズ」まであった。司会は前田武彦が担当。収録は後楽園ホールで行われていた。
基本的に毎週火曜 19:00 - 19:30（日本標準時）に放送されていたが、最終回のみ19:00からプロ野球日本シリーズ中継が行われるのを受け、前番組『空とぶロッキーくん』の移動先である火曜 18:15 - 18:45枠を使って放送された。

## 参考資料
- 読売新聞縮刷版[どれ?]

| 日本テレビ系列 火曜 19:00 - 19:30 【本番組から津村順天堂一社提供枠】 | 日本テレビ系列 火曜 19:00 - 19:30 【本番組から津村順天堂一社提供枠】                 | 日本テレビ系列 火曜 19:00 - 19:30 【本番組から津村順天堂一社提供枠】 |
| 前番組                                                               | 番組名                                                                               | 次番組                                                               |
| -------------------------------------------------------------------- | ------------------------------------------------------------------------------------ | -------------------------------------------------------------------- |
| 空とぶロッキーくん （1964年1月7日 - 3月31日） 【45分繰り上げて継続】 | ほんものにせもの （1964年4月7日 - 9月29日） 【最終回は放送時間を45分繰り上げて放送】 | 勝ち抜きしりとり歌合戦 （1964年10月27日 - 1965年3月30日）            |